# Atlas Internacional das Nuvens

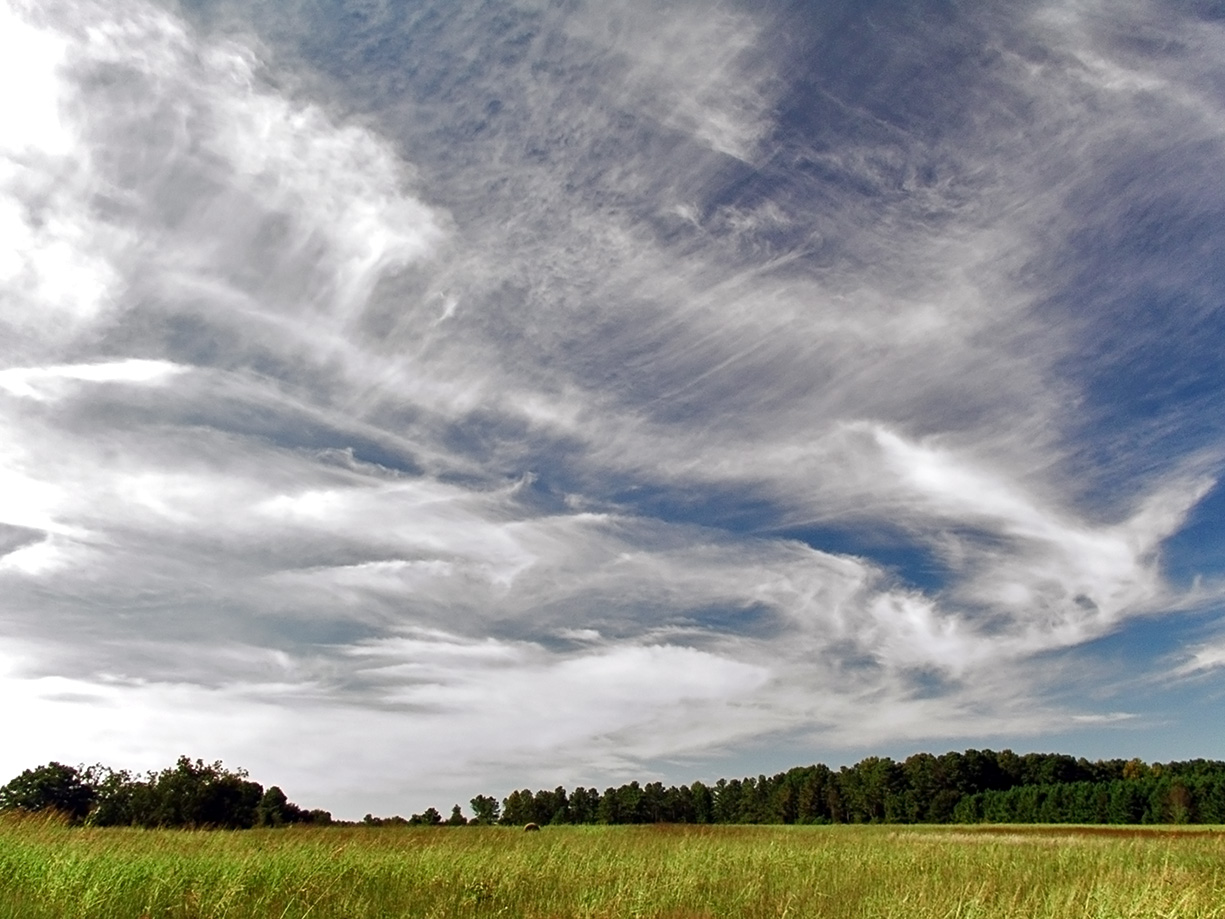
Nuvem Cirro; este tipo de nuvem foi ilustrado na primeira figura da primeira edição da publicação.

Atlas Internacional das Nuvens (em inglês: International Cloud Atlas) é um catálogo de nuvens publicado primeiramente em 1896 e publicado desde então. Seus propósitos iniciais incluíam ajudar na formação de meteorologistas e promover um uso mais consistente de vocabulário para descrever nuvens, ambos importantes para previsão meteorológica precoce. A primeira edição contou com placas coloridas de fotografias a cores, ainda uma tecnologia muito nova. Várias edições posteriores foram publicadas.
Foi lançada uma edição em 1975 e esta revisada em 1987. Em março de 2017, foi atualizado e reconheceu mais doze tipos de nuvens.